# Neobisium aueri
Espèce
Neobisium aueri est une espèce de pseudoscorpions de la famille des Neobisiidae.

## Distribution
Cette espèce est endémique de Styrie en Autriche. Elle se rencontre à Grundlsee dans les grottes du système Almberg-Eis-und-Tropfsteinhöhle.

## Description
La femelle holotype mesure 4 mm.

## Étymologie
Cette espèce est nommée en l'honneur d'Alfred Auer.

## Publication originale
- Beier, 1962 : Ein Höhlen-Pseudoskorpion aus den Nördlichen Kalkalpen. Die Höhle, vol. 13, p. 1-3 (texte intégral).